# Orde van de Staat Bharatpur
De Meest Eminente Brijendra Orde van de Staat Bharatpur ("Most Eminent Brijendra Order of the State of Bharatpur") is een ridderorde van de Indische vorstenstaat Bharatpur. De ridderorde werd rond 1925 ingesteld door Z.H. Maharaja Shri Brajendra Sawai Sir Kishan Singh Bahadur Jung.
De versierselen zijn niet erg kostbaar uitgevoerd. Het verguldsel is dun. Het kleinood is een ovaal gouden medaillon met het portret van de stichter. Daaromheen staat op een blauwe ring het motto "PARJABALAM RAJYABALAM PARSHASTATY". Men vertaalt het met "De wil van het volk is de wil van de vorst, dat is het hoogste goed".
De orde kent drie graden.
- Eerste Klasse of Grootkruis

Het versiersel wordt aan een breed lint over de rechterschouder gedragen. Op de linkerborst wordt een ster gedragen.
- Tweede Klasse of Commandeur

Het versiersel wordt aan een lint om de hals gedragen.
- Derde Klasse of Ridder

Het versiersel wordt aan een lint op de linkerborst gedragen.
Het kleinood kreeg een vijfpuntige gouden ster als verhoging zodat het op een afstand sterk op de zo begeerde Orde van de Ster van India leek.
De onderscheiding werd niet aan Britten uitgereikt. De Britse bestuurders van de Raj mochten geen geschenken en zeker geen ridderorden aannemen van de quasi onafhankelijke Indiase vorsten. De vorsten stonden bekend om hun enorme rijkdom maar zij werden door de ambtenaren van de Britse onderkoning scherp in de gaten gehouden. De regering maakte bezwaar tegen het bestaan van ridderorden in de vorstenstaten maar zij zag het bestaan ervan door de vingers zo lang als er geen Britten in die ridderorden werden opgenomen. In een enkel geval heeft men gesanctioneerd dat een politieman een medaille van een Inlandse vorst ontving.
In 1947 werden de vorsten gedwongen om hun staten deel te laten uitmaken van de republiek India. In de "actie polo" greep het Indiase leger in opdracht van Nehru de macht in de zelfstandige rijken als Haiderapur en Patiala. De vorsten kregen een pensioen en zij bleven enige tijd een ceremoniële rol spelen. Hun ridderorden mochten niet worden gedragen in India maar voor zover het om gebruik binnen de familie en het hof ging werd het dragen van de orden van een maharaja door de vingers gezien.